# Diego Casalis
Diego Casalis (Torino, 26 aprile 1977) è un attore italiano di teatro, cinema e televisione.

## Biografia
Frequenta il centro di formazione alla danza "Mamadanse", diretto da Resy Brayda e Katina Genero e studia musica e canto leggero con i maestri Vincenzo La Torre e Marco Testa, specializzandosi nel registro vocale baritono chiaro. Diplomatosi nel 2003 presso il centro di formazione teatrale "Alberto Blandi", scuola di recitazione diretta da Massimo Scaglione, nello stesso anno esordisce come attore-cantante nel musical Bulli & Pupe. 
Negli anni successivi recita in varie commedie musicali (Robin Hood - Il musical, Pistaaa!!!, Alice nel paese delle meraviglie e Pinocchio, ovvero del diventare grandi) e opere teatrali (Ifigenia in Aulide, Trappola per topi, Il divorzio). 
Ha interpretato dal 2007 al 2015 il personaggio di Orco Manno nel programma televisivo per ragazzi Melevisione, trasmesso da Rai 3 e in seguito da Rai Yoyo.

## Filmografia

### Cinema
- Ripopolare la reggia, regia di Peter Greenaway (2007)
- Tutte le donne della mia vita, regia di Simona Izzo (2007)
- Il divo, regia di Paolo Sorrentino (2008)
- Noi credevamo, regia di Mario Martone (2010)

### Televisione
- Le cinque giornate di Milano, regia di Carlo Lizzani - miniserie TV (2004)
- La freccia nera, regia di Fabrizio Costa - miniserie TV (2006)
- Terapia d'urgenza - serie TV (2008)
- Piloti - serie TV (2009)
- La leggenda del bandito e del campione, regia di Lodovico Gasparini - miniserie TV (2010)
- L'assalto, regia di Ricky Tognazzi - film TV (2014)
- Purché finisca bene – serie TV, episodio 1x03 (2014)

## Teatro
- Pistaaa!, regia di Pino Quartullo (2006)
- Trappola per topi, di Agatha Christie, regia di Pietro Nuti (2007)
- Ifigenia in Aulide, di Euripide, regia di Adriana Innocenti (2007)
- Pinocchio, ovvero del diventare grandi, regia e adattamento di Eleonora Moro (2012)
- Bulli e pupe - Il musical, regia di Fabrizio Angelini, supervisione alla regia di Saverio Marconi (2003)
- Robin Hood - Il musical, di Beppe Dati, regia di Christian Ginepro e Fabrizio Angelini, con Manuel Frattini, Valeria Monetti (2008-2010)
- Alice nel paese delle meraviglie - Il musical, regia di Christian Ginepro, con Antonio Casanova, Marco Bazzoni (2010-2012)
- Il divorzio, di Vittorio Alfieri, regia di Beppe Navello (2013-2014)
- Woyzeck, di Georg Büchner, regia di Emiliano Bronzino (2013)
- Il trionfo del dio denaro, di Pierre di Marivaux, regia di Beppe Navello (2014-2015)
- Alla ricerca di Romeo e Giulietta, parte prima, regia di Robert Talarczyk (2014-2015)

## Televisione
- L'albero azzurro (Rai 3, 2006)
- Melevisione (Rai 3, 2007-2010; Rai Yoyo, 2011-2015)
- Voglio essere un mago! (Rai 2, 2021)

### Pubblicità
- Lottomatica (2011)
- Fastweb (2012)

## Doppiaggio

### Film
- Keir O'Donnell in After Sex - Dopo il sesso

### Soap opera
- Carsten Lorenz in Tempesta d'amore

### Cartoni animati
- Lola e Virginia
- Robotboy
- Mix Master
- Chowder - Scuola di cucina